# 薛居实
薛居实（1123年—1180年），宋朝诗人、政治人物。字去华，明州鄞县人。

## 生平
文献有作薛居宝，因“實”旧体（上“宀”下“贯”）与“宝”的旧体（寶）相似。浮石薛氏中薛朋龟之子，以恩补将仕郎。历任长溪县尉、武康知县、知兴化军、提举常平茶事、提举武夷山冲佑观、广南东路转运判官、扬州知府，官至淮扬安抚使。任上总管江淮漕运，乾道初年领医议疾，救活很多人，淳熙七年（1180年）旱灾，因积劳成疾病卒。

## 代表诗作
- 《老妓自称汴京宫人泣而赠之》抒写亡国之痛和忧国之思，是其代表作[5]。《全宋诗》收录其作[6]。

## 遗物
- 《宋太师史浩行書上七世祖薛居實札子》宋史浩書、明薛晨摹刻，今存宁波天一阁。